# Bande des 2,5 mètres
La bande 112 MHz à 120 MHz, désignée aussi par sa longueur d'onde, 2,5 mètres, a été jusqu'en 1948 une bande du service radioamateur. La bande est attribuée au service aéronautique depuis le 1er janvier 1949. 

## Historique
- 1932 : La bande de 112 MHz à 120 MHz est utilisée par le service d'amateurs[1].
- 1948 : La bande est définitivement supprimée du service d'amateurs[2],[3].
- Attribué au service aéronautique le 1er janvier 1949 pour créer une bande aéronautique de 108 MHz à 132 MHz[2] .

## Matériel radio
- Le matériel radio était en modulation d'amplitude et les récepteurs à réaction.
- A la fermeture de cette bande, le trafic radio a été transféré sur la nouvelle bande des 2 mètres et les émetteurs à oscillateur à quartz 112 MHz à 120 MHz sont modifiés pour la bande 144 MHz à 146 MHz.
- En Europe, la modification la plus standard est: l'oscillateur à quartz sur 116 MHz couplé avec un émetteur 28 MHz à 30 MHz, les deux fréquences sont mélangées ( 116 MHz + (28 MHz à 30 MHz) ) pour aller dans l'amplificateur VHF dans la bande 144 MHz à 146 MHz.

## Liens
- Réseau des émetteurs français
- Union internationale des radioamateurs
- Radiotéléphonie
- Radiocommunication
- MF-HF-VHF
- Si tous les gars du monde